# 橋本清香
橋本 清香（はしもと きよか、1985年4月 - ）は、日本のバレリーナ。
兵庫県神戸市東灘区出身。2016年3月23日、ウィーン国立バレエ団の最高位である第1ソリストに日本人として初就任した。ヨーロッパ各地やアジア、日本での公演も多く世界中で活躍している。

## 経歴
1985年（昭和60年）4月生まれ。
1991年（平成3年）、6歳より山口けい子バレエスクールでバレエを始めた。
1994年（平成6年）、9歳より泉バレエ教室、ISバレエアカデミアで学ぶ。
1995年（平成7年）1月17日、阪神・淡路大震災により自宅は全壊。当時、小学3年生。
たんすの下敷きになったが、「扉が開き、その中に母と潜る形で奇跡的に助かった」。兵庫県宝塚市にあるバレエ教室だけは無事で、同県西宮市の祖父母宅に身を寄せながらバレエに専念。震災がバレエの道に本格的に入るきっかけとなったと、後に語っている。
2001年（平成13年）、高校1年のときにフランス・カンヌ・ロゼラハイタワー（Ecole Superieure de Danse de Cannes-Mougins ROSELLA HIGHTOWER）に留学し、モニク・ルディエール師事。木本全優と出会う。
2004年（平成16年）に独ドレスデン国立歌劇場バレエ団に入団。入団当時の芸術監督はウラジーミル・デレビヤンコ。2006年に芸術監督がアーロン・S・ワトキンに変わった。
2008年（平成20年）に木本全優とウィーン国立バレエ団へ移籍。
2010年（平成22年）にハーフソリストに昇格。
2012年（平成24年）にヌレエフ版『くるみ割り人形』初主演後、ソリストに昇格。
8月、同バレエ団の木本全優と結婚。
2016年（平成28年）3月23日、第1ソリストに就任。ウィーン国立バレエ団の最高位へと上り詰めた。日本人初の快挙。
本番2週間前に舞台『海賊』での主演が決定し、主役（メドゥーラ役）と準主役（ギュリナーラ役）の2役を踊りきった舞台成果が認められ、主演直後の舞台上で芸術監督のマニュエル・ルグリからウィーン国立バレエ団の最高位である第1ソリスト昇格を告げられた。

## レパートリー
- ヌレエフ版『白鳥の湖』のオデット／オディール
- ヌレエフ版『ドン・キホーテ』のキトリ
- ヌレエフ版『くるみ割り人形』のクララ
- ラコット版『ラ・シルフィード』のエフィ
- マクミラン振付『マイヤリング（うたかたの恋）』のステファニー王女
- ランダー振付『エチュード』
- バランシン振付『フー・ケアーズ？』
- リファール振付『白の組曲』
- ノイマイヤー振付『バッハ組曲III』
- ロビンズ振付『アザー・ダンシズ』
- ルグリ振付『ドニゼッティ・パ・ド・ドゥ』
- ブベニチェク振付『ル・スフレ・ドゥ・エスプリ』